# Nordische Skiweltmeisterschaften 1926/Teilnehmer (Finnland)
| Goldmedaillen | Silbermedaillen | Bronzemedaillen |
| ------------- | --------------- | --------------- |
| 2             | 2               | 1               |

Finnland wurde bei den vom Internationalen Skiverband rückwirkend zu den 3. Nordischen Skiweltmeisterschaften erklärten FIS-Rennen von 1926 in Lahti von zumindest 34 Athleten vertreten.
Die erfolgreichsten Teilnehmer des Gastgeberlandes waren Matti Raivio mit zwei Siegen und Tauno Lappalainen mit zwei zweiten Plätzen in den beiden Skilanglaufwettbewerben über 30 und 50 km sowie Veli Saarinen mit dem dritten Rang über 30 km. Bester Finne in der Nordischen Kombination wurde Toivo Nykänen mit Rang fünf und im Skispringen Yrjö Kivivirta, ebenfalls mit Rang fünf.
Neben den Teilnehmern an den Wettbewerben der FIS-Rennen bzw. Skiweltmeisterschaften starteten noch hunderte weitere finnische Skiläufer und Skiläuferinnen in den Wettbewerben des Rahmenprogramms, bei denen es sich hauptsächlich um Konkurrenzen zu den finnischen Meisterschaften handelte. Diese werden hier nicht aufgeführt.

## Teilnehmer und Ergebnisse
| Sportler                 | Verein od. Ort                | Skilanglauf 30 km | Skilanglauf 50 km | Skispringen K-40 | Nord. Komb. K-40/15 km |
| ------------------------ | ----------------------------- | ----------------- | ----------------- | ---------------- | ---------------------- |
| Asser Autio              |                               | DNS               | 10.               | –                | –                      |
| Anton Collin             |                               | –                 | 13                | –                | –                      |
| Alfred Eklöf             |                               | –                 | –                 | 9.               | –                      |
| Harald Holm              |                               | –                 | –                 | 10.              | –                      |
| Sulo Jääskelainen        | Lahden Hiihtoseura            | –                 | –                 | 8.               | 18.                    |
| Erkki Järvinen           | Lahden Hiihtoseura            | –                 | –                 | 19.              | –                      |
| Esko Järvinen            | Lahden Hiihtoseura            | –                 | –                 | –                | 6.                     |
| Toivo Järvinen           |                               | –                 | –                 | –                | 10.                    |
| Erkki Kämäräinen         |                               | 11.               | 7.                | –                | –                      |
| Mikko Kinnunen           |                               | 15.               | DNS               | –                | –                      |
| Yrjö Kivivirta           | Fiskars                       | –                 | –                 | 5.               | –                      |
| A. Koskinen              |                               | –                 | –                 | –                | 19.                    |
| Eino Kunttu              |                               | –                 | –                 | 16.              | –                      |
| Urho Kunttu              |                               | –                 | –                 | 11.              | 14.                    |
| Juho Kurra               |                               | 8.                | –                 | –                | –                      |
| Väinö Lahti              |                               | –                 | DNS               | –                | –                      |
| Martti Lappalainen       | Pohjois Karjalan Hiihtoseuraa | 6.                | DNS               | –                | –                      |
| Tauno Lappalainen        |                               | 2.                | 2.                | –                | –                      |
| A. Lukander              |                               | –                 | –                 | 13.              | 12.                    |
| ? Niemi                  |                               | –                 | DNF ?             | –                | –                      |
| Tapani Niku              |                               | 13.               | 6.                | –                | DNF                    |
| Paavo Nuotio             | Lahden Hiihtoseura            | –                 | –                 | DNF              | 20.                    |
| Toivo Nykänen            |                               | –                 | –                 | 17.              | 5.                     |
| Adiel Paananen           | Saarijärven Pullistus         | DNS               | DNS               | –                | –                      |
| Erkki Penttilä           |                               | DNF               | –                 | –                | –                      |
| Matti Raivio             | Pilajaveden Sk:n Urheilijat   | 1.                | 1.                | –                | –                      |
| Toivo Reingoldt          |                               | –                 | –                 | 7.               | 22.                    |
| Matti Ritola             |                               | 9.                | –                 | –                | –                      |
| Veli Saarinen            | Kouvolan Hiihtoseura          | 3.                | 9.                | –                | –                      |
| Taavi Sinkko             |                               | –                 | DNF               | –                | –                      |
| Uuno Suomalainen         |                               | –                 | –                 | 14.              | 8.                     |
| Toivo Tukia              |                               | –                 | –                 | 12.              | –                      |
| Rafael Tuliara-Davidsson |                               | –                 | –                 | 20.              | –                      |
| Manne Vuorinen           |                               | DNS               | DNF               | –                | –                      |